# کالوم بریتین
کالوم بریتانیا (انگلیسی: Callum Brittain؛ زادهٔ ۱۲ مارس ۱۹۹۸) بازیکن فوتبال است.
از باشگاه‌هایی که در آن بازی کرده‌است می‌توان به باشگاه فوتبال میلتون کینز دونز اشاره کرد.
وی همچنین در تیم ملی فوتبال زیر ۲۰ سال انگلستان بازی کرده‌است.